# Comuna de Brąszewice
Brąszewice (polaco: Gmina Brąszewice) é uma gminy (comuna) na Polónia, na voivodia de Lodz e no condado de Sieradzki. A sede do condado é a cidade de Brąszewice.
De acordo com os censos de 2004, a comuna tem 4477 habitantes, com uma densidade 42,1 hab/km².

## Área
Estende-se por uma área de 106,33 km², incluindo:
- área agricola: 62%
- área florestal: 35%

## Demografia
Dados de 30 de Junho 2004:
|                      | Total   | Total | Mulheres | Mulheres | Homens  | Homens |
| -------------------- | ------- | ----- | -------- | -------- | ------- | ------ |
|                      | pessoas | %     | pessoas  | %        | pessoas | %      |
| População            | 4477    | 100   | 2245     | 50,1     | 2232    | 49,9   |
| Densidade (pop./km²) | 42,1    | 100   | 21,1     | 21,1     | 21      | 21     |

De acordo com dados de 2002, o rendimento médio per capita ascendia a 1352,89 zł.

## Comunas vizinhas
- Błaszki, Brzeziny, Brzeźnio, Czajków, Klonowa, Wróblew, Złoczew